# Звежинець (Свентокшиське воєводство)
Звежинець (пол. Zwierzyniec) — село в Польщі, у гміні Бусько-Здруй Буського повіту Свентокшиського воєводства.
Населення — 121 особа (2011).
У 1975-1998 роках село належало до Келецького воєводства.

## Демографія
Демографічна структура на день 31 березня 2011 року:
|          | Загалом | Допрацездатний вік | Працездатний вік | Постпрацездатний вік |
| -------- | ------- | ------------------ | ---------------- | -------------------- |
| Чоловіки | 59      | 13                 | 33               | 13                   |
| Жінки    | 62      | 13                 | 31               | 18                   |
| Разом    | 121     | 26                 | 64               | 31                   |